# Сливице (гмина)
Сливице (пол. Śliwice) — сельская гмина (волость) в Польше, входит как административная единица в Тухольский повет, Куявско-Поморское воеводство. Население — 5421 человек (на 2004 год).

## Соседние гмины
1. Гмина Цекцын
2. Гмина Черск
3. Гмина Осе
4. Гмина Осечна
5. Гмина Осек
6. Гмина Тухоля